# Hauptnenner
Beim Rechnen mit Brüchen in der Arithmetik, einem Teilgebiet der Mathematik, versteht man unter dem Hauptnenner oder Generalnenner mehrerer Brüche das kleinste gemeinsame Vielfache ({\displaystyle {\rm {kgV}}}) der Nenner dieser Brüche.
Sollen Brüche miteinander verglichen oder addiert werden, so werden sie dazu zunächst durch Erweitern auf einen gemeinsamen Nenner gebracht. Als gemeinsamen Nenner kann man immer den Hauptnenner verwenden, dies erlaubt in vielen praktischen Fällen auch die einfachste Rechnung. 

## Beispiele

### Vergleich
Eine Möglichkeit zwei Brüche zu vergleichen, die weder Zähler noch Nenner gemeinsam haben, besteht darin, sie so zu erweitern, dass sie in Zähler oder Nenner übereinstimmen. Meistens bringt man sie dabei auf den gleichen Nenner, praktischerweise den Hauptnenner.
Um beispielsweise festzustellen, ob {\displaystyle {\frac {5}{8}}} größer oder kleiner als {\displaystyle {\frac {11}{18}}} ist, kann man beide Brüche auf den Hauptnenner {\displaystyle \operatorname {kgV} (8,18)=72} bringen und sieht dann:
{\displaystyle {\frac {5}{8}}={\frac {45}{72}}>{\frac {44}{72}}={\frac {11}{18}}}
Das gleiche Ergebnis erhält man durch das eher unübliche Gleichmachen des Zählers. Im Beispiel würde links mit 11, rechts mit 5 erweitert:
{\displaystyle {\frac {5}{8}}={\frac {55}{88}}>{\frac {55}{90}}={\frac {11}{18}}}

### Addition und Subtraktion
Um Brüche mit unterschiedlichen Nennern addieren oder subtrahieren zu können, muss man zuerst alle Brüche auf einen gemeinsamen Nenner erweitern. Dabei wird in der Regel der Hauptnenner bevorzugt, z. B.
{\displaystyle {5 \over 6}+{3 \over 4}+{4 \over 5}={50 \over 60}+{45 \over 60}+{48 \over 60}={143 \over 60}}
{\displaystyle 60} ist das kleinste gemeinsame Vielfache von {\displaystyle 6}, {\displaystyle 4} und {\displaystyle 5} und somit der Hauptnenner der drei zu addierenden Brüche.